# Altica aenescens
Altica aenescens (лат.) — вид листоедов (Chrysomelidae) из подсемейства козявок (Galerucinae). Распространён в Северной и Центральной Европе на юг до северной части Италии.

## Описание
Длина тела жуков 4,5—5,5 мм. Окраска верхней части тела тёмно-синяя, иногда зелёная. Надкрылья слабо пунктированы Питаются листьями берёзы. Активны в августе-сентябре.